# کاسکیوسکوو (میسیسیپی)
کاسکیوسکوو (به انگلیسی: Kosciusko) شهری در ایالت میسیسیپی کشور ایالات متحده آمریکا است که جمعیت آن در سرشماری سال ۲۰۱۰ میلادی، ۷٬۴۰۲
نفر بوده‌است.